# Agravación
En Derecho penal se habla de  agravación de la culpa y agravación de la pena. La primera implica un aumento de culpabilidad por la concurrencia en la comisión del delito de ciertas circunstancias, que por eso se denominan agravantes.
La segunda tiene lugar cuando concurre aumento de culpa y además cuando el delincuente, ya ejecutoriamente condenado, quebranta la condena.